# Selezioni giovanili della nazionale femminile di pallavolo del Perù
Le selezioni giovanili della nazionale femminile di pallavolo del Perù sono gestite dalla federazione pallavolistica del Perù (FPV) e partecipano ai tornei pallavolistici internazionali per squadre nazionali femminili limitatamente a specifiche classi d'età.

## Under 23
La selezione nazionale under 23 rappresenta il Perù nelle competizioni internazionali dove il limite di età è di 23 anni.
| Campionato mondiale | Campionato mondiale |
| Edizione            | Piazzamento         |
| ------------------- | ------------------- |
| 2013                | non qualificata     |
| 2015                | 9º posto            |
| 2017                | non qualificata     |

| Campionato sudamericano | Campionato sudamericano |
| Edizione                | Piazzamento             |
| ----------------------- | ----------------------- |
| 2016                    | 3º posto                |

| Coppa panamericana | Coppa panamericana |
| Edizione           | Piazzamento        |
| ------------------ | ------------------ |
| 2012               | 4º posto           |
| 2014               | 4º posto           |
| 2016               | 4º posto           |
| 2018               | 2º posto           |
| 2021               | non qualificata    |
| 2023               | 4º posto           |
| 2024               | 5º posto           |

| Giochi panamericani giovanili | Giochi panamericani giovanili |
| Edizione                      | Piazzamento                   |
| ----------------------------- | ----------------------------- |
| 2021                          | 2º posto                      |

## Under 22
La selezione nazionale under 22 rappresentava il Perù nelle competizioni internazionali dove il limite di età è di 22 anni.
| Campionato sudamericano | Campionato sudamericano |
| Edizione                | Piazzamento             |
| ----------------------- | ----------------------- |
| 2014                    | 3º posto                |

## Under 21
La selezione nazionale under 21 rappresenta il Perù nelle competizioni internazionali dove il limite di età è di 21 anni.
| Campionato sudamericano | Campionato sudamericano |
| Edizione                | Piazzamento             |
| ----------------------- | ----------------------- |
| 2022                    | 4º posto                |
| 2024                    | 5º posto                |

## Under 20
La selezione nazionale under 20 rappresentava il Perù nelle competizioni internazionali dove il limite di età è di 20 anni.
| Campionato mondiale | Campionato mondiale |
| Edizione            | Piazzamento         |
| ------------------- | ------------------- |
| 1977                | 10º posto           |
| 1981                | 2º posto            |
| 1985                | 8º posto            |
| 1987                | 6º posto            |
| 1989                | 4º posto            |
| 1991                | 12º posto           |
| 1993                | 4º posto            |
| 1995                | 9º posto            |
| 1997                | non qualificata     |
| 1999                | non qualificata     |
| 2001                | non qualificata     |
| 2003                | non qualificata     |
| 2005                | non qualificata     |
| 2007                | non qualificata     |
| 2009                | non qualificata     |
| 2011                | 6º posto            |
| 2013                | 12º posto           |
| 2015                | 6º posto            |
| 2017                | 14º posto           |
| 2019                | 12º posto           |
| 2021                | non qualificata     |

| Campionato sudamericano | Campionato sudamericano |
| Edizione                | Piazzamento             |
| ----------------------- | ----------------------- |
| 1972                    | 2º posto                |
| 1974                    | 2º posto                |
| 1976                    | 2º posto                |
| 1978                    | 2º posto                |
| 1980                    | 1º posto                |
| 1982                    | 1º posto                |
| 1984                    | 2º posto                |
| 1986                    | 1º posto                |
| 1988                    | 1º posto                |
| 1990                    | 2º posto                |
| 1992                    | 3º posto                |
| 1994                    | 3º posto                |
| 1996                    | 3º posto                |
| 1998                    | 3º posto                |
| 2000                    | 4º posto                |
| 2002                    | 4º posto                |
| 2004                    | 5º posto                |
| 2006                    | 4º posto                |
| 2008                    | 3º posto                |
| 2010                    | 2º posto                |
| 2012                    | 2º posto                |
| 2014                    | 2º posto                |
| 2016                    | 3º posto                |
| 2018                    | 3º posto                |

| Coppa panamericana | Coppa panamericana |
| Edizione           | Piazzamento        |
| ------------------ | ------------------ |
| 2011               | 1º posto           |
| 2013               | 4º posto           |
| 2015               | non qualificata    |
| 2017               | 5º posto           |
| 2019               | 3º posto           |

| Final Four Cup | Final Four Cup |
| Edizione       | Piazzamento    |
| -------------- | -------------- |
| 2014           | 1º posto       |
| 2018           | 4º posto       |

## Under 19
La selezione nazionale under 19 rappresenta il Perù nelle competizioni internazionali dove il limite di età è di 19 anni.
| Campionato mondiale | Campionato mondiale |
| Edizione            | Piazzamento         |
| ------------------- | ------------------- |
| 2023                | 20º posto           |
| 2025                | 21º posto           |

| Campionato sudamericano | Campionato sudamericano |
| Edizione                | Piazzamento             |
| ----------------------- | ----------------------- |
| 2022                    | 4º posto                |
| 2024                    | 3º posto                |

| Coppa panamericana | Coppa panamericana |
| Edizione           | Piazzamento        |
| ------------------ | ------------------ |
| 2022               | 7º posto           |
| 2023               | non qualificata    |

## Under 18
La selezione nazionale under 18 rappresentava il Perù nelle competizioni internazionali dove il limite di età è di 18 anni.
| Giochi olimpici giovanili | Giochi olimpici giovanili |
| Edizione                  | Piazzamento               |
| ------------------------- | ------------------------- |
| 2010                      | 3º posto                  |

| Campionato mondiale | Campionato mondiale |
| Edizione            | Piazzamento         |
| ------------------- | ------------------- |
| 1989                | 7º posto            |
| 1991                | non qualificata     |
| 1993                | 4º posto            |
| 1995                | non qualificata     |
| 1997                | non qualificata     |
| 1999                | non qualificata     |
| 2001                | non qualificata     |
| 2003                | non qualificata     |
| 2005                | non qualificata     |
| 2007                | 14º posto           |
| 2009                | 6º posto            |
| 2011                | non qualificata     |
| 2013                | 4º posto            |
| 2015                | 16º posto           |
| 2017                | 12º posto           |
| 2019                | 8º posto            |
| 2021                | 14º posto           |

| Campionato sudamericano | Campionato sudamericano |
| Edizione                | Piazzamento             |
| ----------------------- | ----------------------- |
| 1978                    | 1º posto                |
| 1980                    | 1º posto                |
| 1982                    | 2º posto                |
| 1984                    | 2º posto                |
| 1986                    | 2º posto                |
| 1988                    | 2º posto                |
| 1990                    | 3º posto                |
| 1992                    | 3º posto                |
| 1994                    | 2º posto                |
| 1996                    | 3º posto                |
| 1998                    | 3º posto                |
| 2000                    | 3º posto                |
| 2002                    | 4º posto                |
| 2004                    | 4º posto                |
| 2006                    | 2º posto                |
| 2008                    | 2º posto                |
| 2010                    | 3º posto                |
| 2012                    | 1º posto                |
| 2014                    | 3º posto                |
| 2016                    | 2º posto                |
| 2018                    | 2º posto                |

| Coppa panamericana | Coppa panamericana |
| Edizione           | Piazzamento        |
| ------------------ | ------------------ |
| 2011               | 4º posto           |
| 2013               | 6º posto           |
| 2015               | 5º posto           |
| 2017               | non qualificata    |
| 2019               | 1º posto           |

| Final Four Cup | Final Four Cup |
| Edizione       | Piazzamento    |
| -------------- | -------------- |
| 2015           | 3º posto       |
| 2017           | 4º posto       |

## Under 17
La selezione nazionale under 17 rappresenta il Perù nelle competizioni internazionali dove il limite di età è di 17 anni.
| Campionato mondiale | Campionato mondiale |
| Edizione            | Piazzamento         |
| ------------------- | ------------------- |
| 2024                | 6º posto            |

| Campionato sudamericano | Campionato sudamericano |
| Edizione                | Piazzamento             |
| ----------------------- | ----------------------- |
| 2023                    | 3º posto                |

## Under 16
La selezione nazionale under 16 rappresentava il Perù nelle competizioni internazionali dove il limite di età è di 16 anni.
| Campionato sudamericano | Campionato sudamericano |
| Edizione                | Piazzamento             |
| ----------------------- | ----------------------- |
| 2011                    | 2º posto                |
| 2013                    | 3º posto                |
| 2014                    | 1º posto                |
| 2015                    | 1º posto                |
| 2017                    | 2º posto                |
| 2019                    | 2º posto                |